# Bergstraße 2 (Magdeburg)

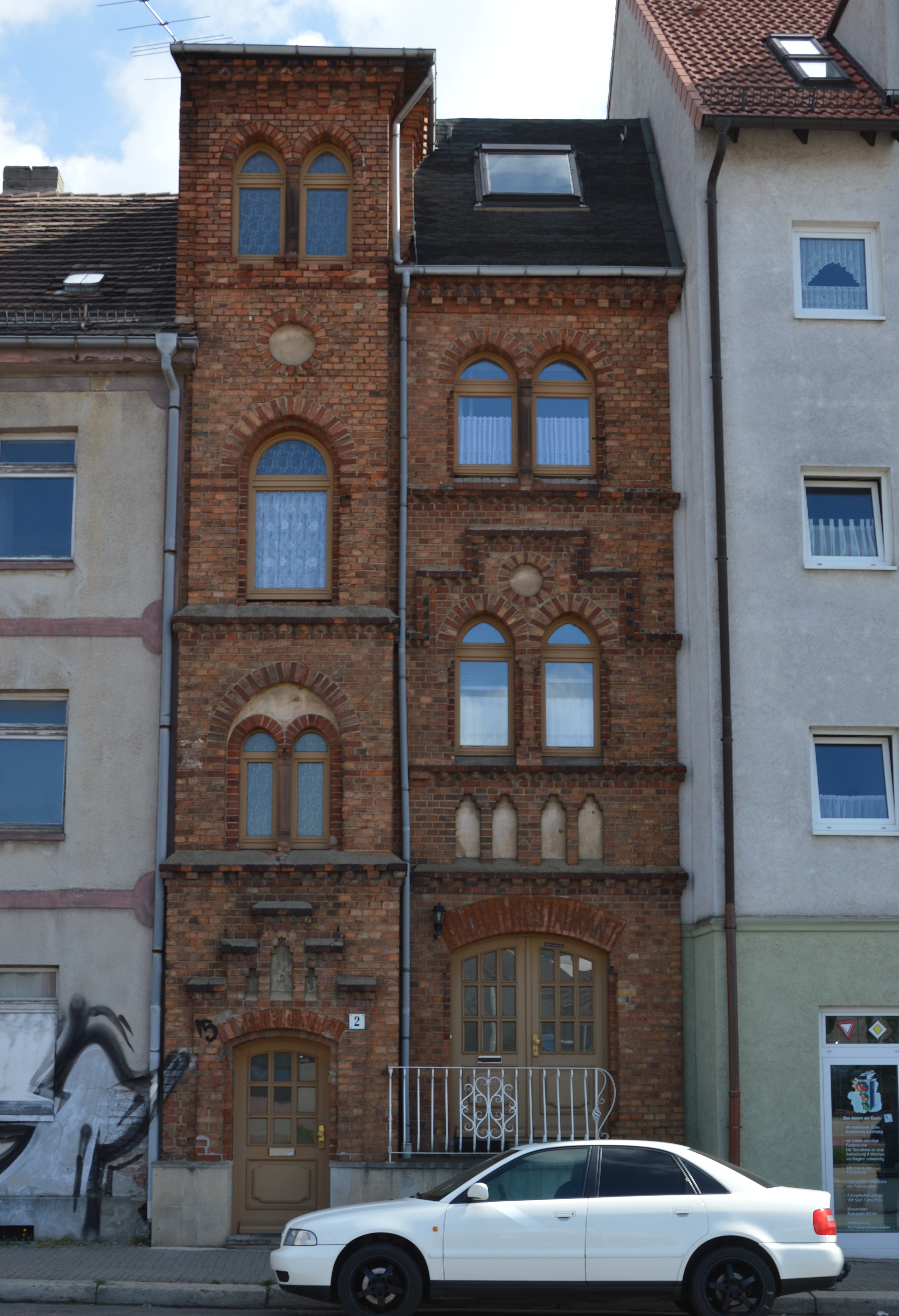
Haus Bergstraße 2

Das Gebäude Bergstraße 2 ist ein denkmalgeschütztes Wohnhaus im Magdeburger Stadtteil Sudenburg in Sachsen-Anhalt.

## Lage
Es befindet sich auf der Ostseite der Bergstraße im südlichen Teil Sudenburgs.

## Architektur und Geschichte
Das kleine Wohnhaus ist mit einer Breite von nur 5,40 Meter ungewöhnlich schmal und nur zwei Achsen breit. Trotzdem gilt es als straßenbildprägend. Der rote Backsteinbau wurde im Jahr 1893 vom Maurermeister Julius Kohtz in Formen der Neogotik als Mietshaus mit drei Wohnungen errichtet. Jede Wohnung umfasste eine Wohnstube mit Kochgelegenheit und zwei Kammern. Die Fassade des Hauses weist als Spitzbögen ausgeführte Fenster und auch spitzbogige Blenden auf, die jedoch auf der linken und rechten Gebäudehälfte in unterschiedlichen Höhen angeordnet sind. Darüber hinaus ist ein oberhalb der Tür ein Stufengiebel angedeutet. Als weitere Verzierungen besteht ein Staffelfries oberhalb des rechten Fensters im ersten Obergeschoss sowie eine spitzbogige Blendbogenarkatur, zwei blinde Ochsenaugen und Friese aus Zahnschnitt und Deutschem Band. Das Treppenhaus befindet sich linksseitig und tritt als schmaler turmartiger Risalit hervor. Ursprünglich war der Risalit noch durch einen Pyramidenhelm bekrönt, der jedoch nicht erhalten ist. Als Zweck war die Unterbringung „gesunder und billiger Arbeiter-Wohnungen“ angegeben.
Das Gebäude gilt als Zeugnis historisierender neogotischer Backsteinarchitektur der Gründerzeit. Außerdem hat es sozial- und städtebaugeschichtliche Bedeutung als Beispiel für die Wohnverhältnisse der Bauzeit.
Im örtlichen Denkmalverzeichnis ist die Anlage unter der Erfassungsnummer 094 17977 als Baudenkmal verzeichnet.